# Jonathan Hyde
Jonathan Hyde (født 21. maj 1948 i Brisbane, Queensland) er en australsk-født engelsk skuespiller, kendt for sine roller som J. Bruce Ismay, den administrerende direktør for White Star Line i Titanic, egyptologen i The Mummy og Sam Parrish/Van Pelt, jægeren i Jumanji. Han er gift med den skotske sopran Isobel Buchanan. De har sammen to døtre, hvoraf den ene er skuespillerinden Georgien King.
Han medvirkede også i filmen Anaconda fra 1997 sammen med Jennifer Lopez og Owen Wilson. Han er medlem af Royal Shakespeare Company.